# Natação no Campeonato Mundial de Esportes Aquáticos de 2009 - 1500 m livre feminino
A prova dos 1500 metros livre feminino da natação no Campeonato Mundial de Esportes Aquáticos de 2009 ocorreu nos dias 27 e 28 de julho no Stadio del Nuoto em Roma.

## Recordes
Antes desta competição, os recordes mundiais e do campeonato nesta prova eram os seguintes:
| Tipo                  | Atleta       | Tempo    | Local         | Data                | Ref |
| --------------------- | ------------ | -------- | ------------- | ------------------- | --- |
|                       | Kate Ziegler | 15:42,54 | Mission Viejo | 27 de junho de 2007 | ver |
| Recorde do campeonato | Kate Ziegler | 15:53,05 | Melbourne     | 27 de março de 2007 | ver |

## Medalhistas
| Ouro                  | Prata             | Bronze              |
| Alessia Filippi (ITA) | Lotte Friis (DEN) | Camelia Potec (ROU) |

## Resultados

### Eliminatórias
Estes são os resultados das eliminatórias:
| Pos. | Atleta                          | Tempo    | Bateria | Raia | Notas |
| ---- | ------------------------------- | -------- | ------- | ---- | ----- |
| 1    | DEN Lotte Friis                 | 15:58.23 | 2       | 4    |       |
| 2    | CHI Kristel Köbrich             | 15:58.75 | 2       | 5    |       |
| 3    | ROU Camelia Potec               | 16:02.21 | 3       | 4    |       |
| 4    | ITA Alessia Filippi             | 16:04.34 | 3       | 4    |       |
| 5    | ESP Erika Villaecija Garcia     | 16:04.78 | 4       | 5    |       |
| 6    | RSA Wendy Trott                 | 16:08.96 | 3       | 5    |       |
| 7    | USA Chloe Sutton                | 16:12.56 | 2       | 3    |       |
| 8    | AUS Melissa Gorman              | 16:16.83 | 2       | 6    |       |
| 9    | USA Haley Anderson              | 16:20.62 | 4       | 2    |       |
| 10   | JPN Maiko Fujino                | 16:21.09 | 3       | 3    |       |
| 11   | ESP Eider Santamaria            | 16:21.75 | 4       | 3    |       |
| 12   | VEN Andreina Pinto              | 16:22.29 | 4       | 7    |       |
| 13   | CHN Ren Junni                   | 16:27.74 | 1       | 3    |       |
| 14   | MEX Patricia Castañeda Miyamoto | 16:28.03 | 4       | 1    |       |
| 15   | IRL Grainne Murphy              | 16:28.47 | 2       | 1    |       |
| 16   | MEX Susana Escobar              | 16:31.30 | 3       | 8    |       |
| 17   | ITA Martina Rita Caramignoli    | 16:33.40 | 3       | 7    |       |
| 18   | GER Isabelle Harle              | 16:33.79 | 3       | 6    |       |
| 19   | AUT Nina Dittrich               | 16:34.02 | 3       | 2    |       |
| 20   | RUS Ekaterina Seliverstova      | 16:36.37 | 2       | 2    |       |
| 21   | JPN Natsumi Iwashita            | 16:37.22 | 2       | 7    |       |
| 22   | SLO Tjasa Oder                  | 16:37.73 | 4       | 6    |       |
| 23   | IRL Nuala Murphy                | 16:37.97 | 2       | 0    |       |
| 24   | ROU Ionela Cozma                | 16:38.48 | 2       | 8    |       |
| 25   | SIN Lim Shu En Lynette          | 16:41.49 | 4       | 9    |       |
| 26   | CAN Savannah King               | 16:43.25 | 4       | 0    |       |
| 27   | SUI Swann Oberson               | 16:44.08 | 3       | 1    |       |
| 28   | SUI Iris Matthey                | 16:51.99 | 3       | 0    |       |
| 29   | SLO Teja Zupan                  | 17:09.79 | 4       | 8    |       |
| 30   | KOR Cho Youn Soo                | 17:12.67 | 3       | 9    |       |
| 31   | VEN Darneyis Orozco             | 17:31.44 | 1       | 4    |       |
| 32   | EGY Nada Abbas                  | 17:39.57 | 1       | 5    |       |

### Final
Estes são os resultados da final:
| Pos.              | Atleta                      | Tempo    | Raia | Notas                 |
| ----------------- | --------------------------- | -------- | ---- | --------------------- |
| Medalha de ouro   | ITA Alessia Filippi         | 15:44.93 | 6    | Recorde do campeonato |
| Medalha de prata  | DEN Lotte Friis             | 15:46.30 | 4    |                       |
| Medalha de bronze | ROU Camelia Potec           | 15:55.63 | 3    |                       |
| 4                 | CHI Kristel Köbrich         | 15:57.57 | 5    |                       |
| 5                 | ESP Erika Villaecija Garcia | 16:00.25 | 2    |                       |
| 6                 | RSA Wendy Trott             | 16:09.22 | 7    |                       |
| 7                 | AUS Melissa Gorman          | 16:09.66 | 8    |                       |
| 8                 | USA Chloe Sutton            | 16:16.10 | 1    |                       |

## Novos recordes
Antes desta competição, os recordes mundiais e do campeonato nesta prova eram os seguintes:
| Tipo                  | Atleta          | Tempo    | Local         | Data                | Ref |
| --------------------- | --------------- | -------- | ------------- | ------------------- | --- |
|                       | Kate Ziegler    | 15:42,54 | Mission Viejo | 27 de junho de 2007 | ver |
| Recorde do campeonato | Alessia Filippi | 15:44,93 | Roma          | 28 de julho de 2009 | ver |

Legenda
| Recorde mundial       | Recorde mundial (World record)               |                       | Recorde africano                      | Recorde africano (African) |                                           | Q | Classificado por posição (Qualified) |
| Recorde do campeonato | Recorde do campeonato (Championship record)  | Recorde da América    | Recorde da América (Americas)         | q                          | Classificado por melhor tempo (Qualified) |   |                                      |
| Melhor marca do ano   | Melhor marca do ano (World leading)          | Recorde asiático      | Recorde asiático (Asian)              | DNS                        | Não largou (Did not start)                |   |                                      |
| Recorde nacional      | Recorde nacional (National record)           | Recorde europeu       | Recorde europeu (European)            | DNF                        | Não terminou (Did not finish)             |   |                                      |
| Recorde pessoal       | Recorde pessoal do atleta (Personal best)    | Recorde da Oceania    | Recorde da Oceania (Oceania)          | DSQ / DQ                   | Desclassificado (Disqualified)            |   |                                      |
| Recorde da temporada  | Recorde da temporada do atleta (Season best) | Recorde sul-americano | Recorde sul-americano (South America) | NM                         | Sem marca (No mark)                       |   |                                      |